# Фітонім
Фітонім — власне ім’я будь-якої рослини. Такі найменування є вагомою ланкою мови, оскільки відбивають давні знання про рослинний світ.